# Igreja do Sinai
A Igreja do Sinai ou Igreja Ortodoxa do Monte Sinai (grego: Ορθόδοξη Εκκλησία του Όρους Σινά) é uma jurisdição ortodoxa autônoma, sob o omofório do Patriarcado de Jerusalém, cujo território canônico consiste na península do Sinai, no Egito, e que está centrado no Mosteiro de Santa Catarina, no sopé do Monte Sinai. Seu Primaz é o Arcebispo do Monte Sinai e Raithu e Abade do Mosteiro de Santa Catarina, Damião Samardzis. É a mais antiga e menor Igreja Ortodoxa autônoma.

## História
O Cristianismo na Península do Sinai apareceu o mais tardar no século III. Os primeiros monges eremitas apareceram bem cedo nestas áreas. Em 14 de janeiro de 305, durante a perseguição de Diocleciano, os primeiros cinco mártires foram presos na região do Monte Sinai e Raifa. No início, os monges e cristãos do Sinai estavam sob a omofório dos bispos de Faran e dos bispos de Ayla, o primeiro dos quais é Pedro, um dos pais do Primeiro Concílio Ecumênico.
A antiguidade da Arquidiocese do Sinai é evidenciada pelos materiais do Concílio de Calcedônia, onde na "Ordem dos Metropolitas e Arquidioceses da Sé Apostólica da Cidade Santa" a Arquidiocese do "Monte Sinai " é mencionada em 24º lugar. O Quinto Concílio Ecumênico lista a Arquidiocese do Sinai na categoria de Igrejas autocéfalas em virtude dos privilégios concedidos pelo Imperador Justiniano ao Mosteiro de Santa Catarina. Em 681, quando o Bispo de Faran foi destituído de sua cátedra por Monotelismo, a sé episcopal foi transferida para o Mosteiro de Santa Catarina e o seu abade tornou-se bispo de Faran, e pouco depois a diocese de Raito (Raifa) passou para a sua jurisdição. No início do século VIII, todos os cristãos da Península do Sinai estavam sob a jurisdição do arcebispo do Sinai.
Desde o século VII, a ordenação do arcebispo do Sinai é realizada pelo Patriarca de Jerusalém (seu nome é sempre comemorado durante o serviço divino no mosteiro), a cuja jurisdição o mosteiro passou em 640 após a conquista do Egito pelos muçulmanos e a resultante dificuldade de comunicação com o Patriarcado de Constantinopla.
No século XIV, além do mosteiro principal, a arquidiocese do Sinai incluía mais de uma dúzia de grandes mosteiros, que foram destruídos em 1400 durante a invasão das tropas do Governante do Egito, Malik-Takhar, então apenas o principal mosteiro de Santa Catarina e o mosteiro em Raif puderam sobreviver.
Oficialmente, a autonomia do Patriarcado de Constantinopla foi recebida apenas em 1575 (confirmada em 1782).
Nos séculos XIX e XX, a Igreja possuía dependências no Império Russo - Bessarábia, Kiev e Tiflis.
Em 1986, a Igreja Ortodoxa do Sinai contava com cerca de 900 pessoas.

## Estrutura
A Igreja do Sinai consiste no Mosteiro de Santa Catarina na Península do Sinai e várias Dependências: 3 no Egito e 14 fora do Egito: 9 na Grécia, 3 em Chipre, 1 no Líbano e 1 na Turquia (Istambul). A maior dependência da arquidiocese é a Dependência de "Juvani" no Cairo (muitos dos arcebispos do Sinai viviam oficialmente na dependência).
O Primaz desde 1973 é Sua Eminência Damião Samartzis.